# José María Martín Porras
José María Martín Porras (Madrid, 1923- Madrid., 5 de julio de 2017) fue el primer catedrático de percusión español, considerado el padre de la percusión española.

## Vida
José María Martín Porras fue el primer catedrático de percusión. La cátedra se implantó en 1962 en el Conservatorio de música de Madrid, siendo director del centro Cristóbal Haffter, y contando con la ayuda de Francisco Calés Otero.
Anteriormente, en 1958, Cristóbal Halffter le había dedicado a Martin Porras la obra "Dos movimientos para timbal y orquesta de cuerdas". El propio Martín Porras la estrenó de forma imprevista junto con Halffter horas antes del fallecimiento del director Ataúlfo Argenta.
Martín Porras, se había formado en diversos países europeos. Al iniciar la cátedra, comenzó su asignatura y la fue desarrollando paulatinamente. Prestó a la cátedra sus propios instrumentos. Trabajó junto con Enrique Llácer, que estaba más cercano al jazz. Desde allí, inició un camino hacia el profesionalismo, concretado en el Grupo de Percusión de Madrid, bajo la dirección de uno de sus alumnos, José Luis Temes, a mediados de 1975.
Fue timbal solista de la Orquesta Nacional de España, de la de Argenta y de la de Frühbeck de Burgos; además de profesor de la Banda Municipal de Madrid. Colaboró con la Orquesta Sinfónica de Madrid (Fundación Arbós). A lo largo de su labor docente fue el maestro de gran parte de los actuales percusionistas españoles, y de directores de orquesta, a los que descubrió la rítmica musical contemporánea, como José Ramón Encinar, José Luis Temes, ó Arturo Tamayo.

## Obras
- "Tratado de instrumentos de percusión y rítmica
- "Tratado progresivo de ritmo"
- "Cuadernos de música para niños"
- "Estudios para dos percusionistas"